# Capità Tinent
Capità Tinent o Capità-Tinent és un grau militar.
En particular, el terme Capità Tinent pot referir-se a un rang a la Marina Russa, a la Flota Roja i, prèviament, a la Marina Imperial Russa, un rang a la Marina Alemanya i un rang en desús a l'Exèrcit Britànic.
A la Marina Russa i a altres marines de l'Europa Oriental és el màxim rang d'oficial inferior (equivalent al rang de Capità a les forces de terra). El rang també és emprat en altres països, com Brasil o Portugal. En diversos països, un Capità Tinent equival a un tinent de les marines de la Commonwealth o dels Estats Units, però això no sempre és cert.

## Rússia
Capità-Tinent (rus: капитан-лейтенант) és un grau militar de la Marina Russa per sota de Capità de 3a i per damunt de Tinent superior. A l'època soviètica, podia assolir-se després d'acomplir-se 5 anys de servei. La Marina dels Estats Units el considera equivalent a Tinent (O-3). El galó del rang està compost per dues barres i mitja, el mateix que a la Royal Navy i a la Marina americana atorguen als Tinents Comandants.
En qüestió de responsabilitats, els oficials d'aquest rang poden servir com a cap de departament en grans naus de guerra, així com a oficials al comandament de vaixells de 3a i 4a classe (fragates de classe Krivak i minadors). A diferència del rang equivalent a la Marina alemanya, no poden comandar submarins, car tant la marina soviètica com després la russa consideren als submarins nuclears (SSBN o SSN) com vaixells de 1a classe, i als submarins diesel de 2a.

## Alemanya
Kapitänleutnant és el tercer rang per sota de la Marina Alemanya (classificació OTAN O-3). No obstant això, un Kapitänleutnant (col·loquialment abreujat Kaleun, Kaleu o Kaleut) pot comandar naus petites (com els submarins classe 206A), sent-li atorgades responsabilitats majors, ja de Tinent Comandant (O-4). L'abreviació de "Kaleu" és habitualment emprada: a la pel·lícula "Das Boot", el comandant de l'U-Boot tipus VIIC U-96 ostentava aquest rang i era anomenat "Herr Kaleun" per la seva tripulació.
El galó està compost per dues franges i mitja.
A les marines escandinaves es fa servir el mateix rang: kapteeniluutnantti a Finlàndia, kaptajnløjtnant a Dinamarca i kapteinløytnant a Suècia.

## Regne Unit
Captain-lieutenant era un antic rang de l'Exèrcit Britànic, sent el màxim rang de subaltern, entre Tinent i Capità.
Els oficials de camp d'un regiment originalment comandaven les seves pròpies companyies, així com portaven a terme els seus propis deures de comandament de regiment.
No obstant això, a partir del segle xvii, el coronel començà a ser cada cop més un patró i un cap cerimonial en lloc d'un comandant tàctic, i el comandament al camp queia sobre un tinent coronel, i això deixava a la companyia del coronel sense comandant. El tinent d'aquesta companyia esdevenia el seu capità. Amb aquesta situació, es reconegué formalment la creació del rang de capità-tinent. El rang va ser abolit a inicis del segle xix.

## França
L'exèrcit francès de l'Ancien Régime empraven un rang de capitaine-lieutenant molt similar a l'anglès. Això es feia palès sobretot a la Guàrdia Reial, a on el Rei era oficialment el capità de totes les companyies de la Guàrdia, però on el comandament efectiu estava en mans d'un capità-tinent. D'Artagnan és potser el capità-tinent més famós de la història de França, com a comandant de la Primera Companyia de Mosqueters.

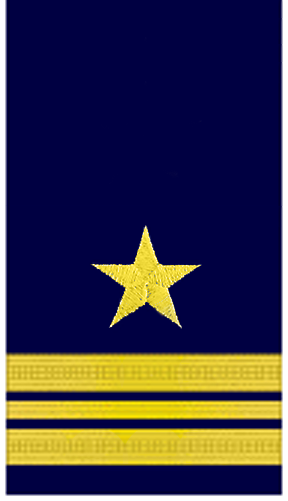
Marina Alemanya
Marina Brasilera
Marina Finesa
Marina Neerlandesa
Marina Soviètica